# Moses Schreiber
Mose Schreiber, magyarosan Schreiber Mózes, olykor Szófer Mózes, illetve fő műve után Chaszam Szófér (Frankfurt am Main, 1762. szeptember 24. – Pozsony, 1839. október 3.) német területről származó, de élete jelentős részét a Magyar Királyságban töltő nagyhírű zsidó rabbi és talmudtudós.

## Élete
Szülővárosában előbb Horowitz Pinkász rabbinak, később a talmudtudománya és kabbalisztikai iránya által egyaránt hires Adler Nátán rabbinak volt tanítványa. Adlert 1783-ban Ausztriába kísérte, ahol Bosskowitzban és Prossnitzban folytatta tanulmányait, azután Strassnitzban (Morvaország), majd Nagy-Martonban, 1806-tól élete végéig Pozsonyban volt rabbi. Bámulatos talmudismerete, éles elméje és szigorú erkölcsi felfogásokkal párosult vallásossága – bár minden modern törekvésnek és világi tudománynak határozott ellensége volt – elismert tekintéllyé tették a zsidóság legszélesebb köreiben. A bel- és külföldről eléje terjesztett vallásos kérdésekben hozott döntvényei, amelyek kivált ortodox zsidó körökben mértékadóknak tekintetnek, halála után Chátám-szófer címen (1841–1861) öt kötetben jelentek meg. Rendesen több száz tanítványa hallgatta előadásait, közülük idővel ezernél több rabbi került ki. Halálos ágyán hálás községe fiát Ábrahám Sámuel Benjamint nevezte ki utódjának.

## Nyomtatásban megjelent művei
- Dank-Predigt nach überstandener Choleragefahr, gehalten in habräischer Sprache. In's Deutsche übersetzt von Moses Eisner. Pressburg, 1832
- Chaszam Szófér (hat részben, responsumok 1855-64)
- Chaszam Szófér (novellái)
- Sirász Mose (versek, vallásos énekek 1857)
- Cavoosz Móse (végrendeleti és erkölcsi tanításai 1863)
- Tórász Móse (kommentár a Tórához (1879-1895)
- Széfer Zikorón (feljegyzések a napóleoni háborúk idejéből, 1896);
- Haggodo sel Peszach (kommentár 1896)